# Văcăreni
Văcăreni község Tulcea megyében, Dobrudzsában, Romániában.

## Fekvése
A település az ország délkeleti részén található, a megyeszékhelytől, Tulcsától hatvankét kilométerre északnyugatra.

## Története
Régi török neve Vakar. Községi rangot 2003-ban kapott, miután kivált Luncavița község közigazgatási irányítása alól.